# Gérard de Battista

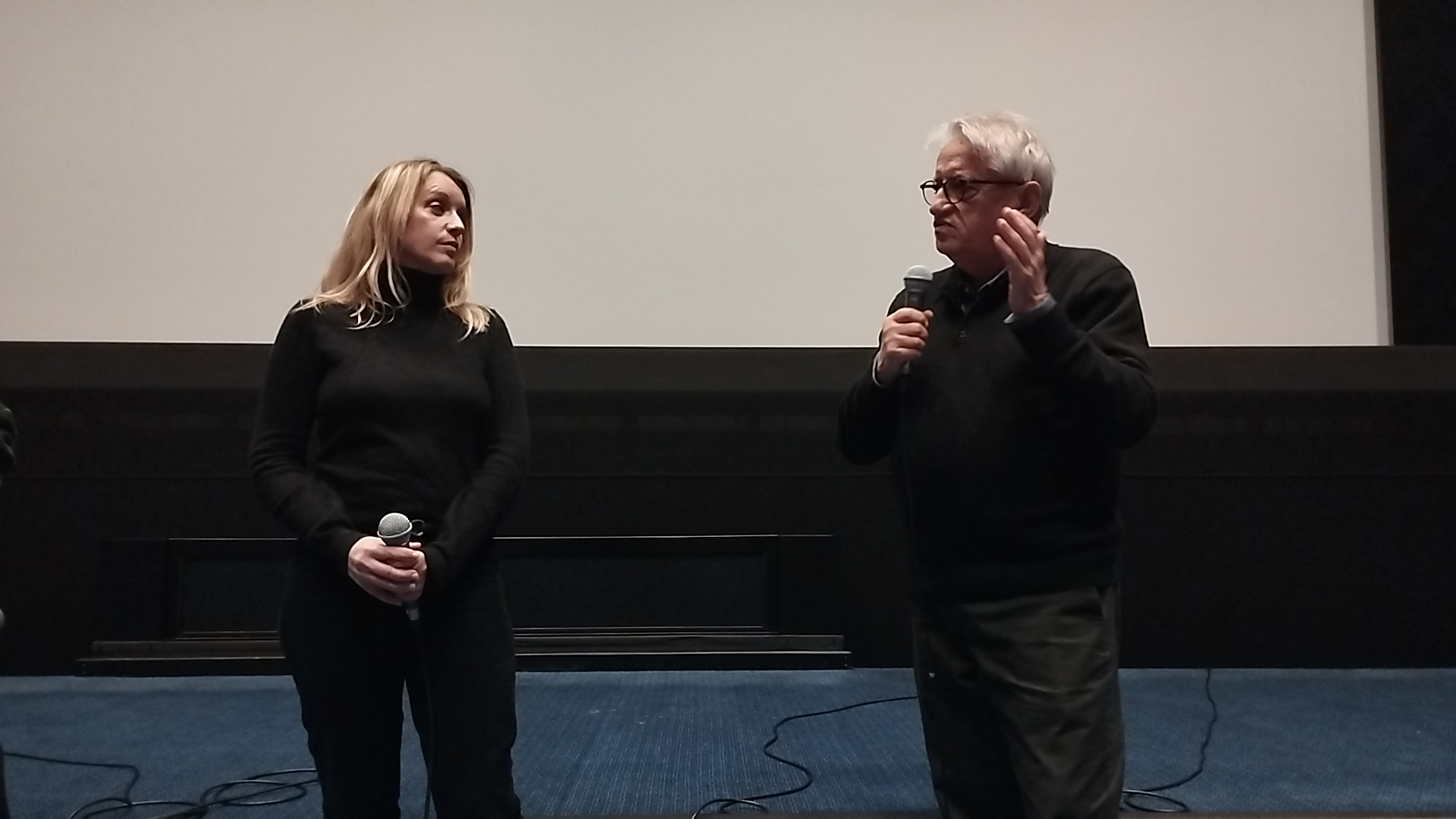
Ludivine Sagnier und Gérard de Battista (2024)

Gérard de Battista (geboren als Gérard Nicolas André Letellier; * 20. September 1946 in Paris) ist ein französischer Kameramann.

## Leben und Wirken
Gérard de Battista ist seit Mitte der 1960er Jahre als Kameramann tätig. Er war bei über 90 Spielfilm- und Fernsehfilm-Produktionen beteiligt. Gemeinsam mit Serge Moati und Gérard Delassus leitete er in den 1960er Jahren die Filmschule des Centre Culturel Franco-Nigérien in Niger. 2008 wurde er für seine Arbeit an Claude Millers Literaturverfilmung Ein Geheimnis für den César in der Kategorie Beste Kamera nominiert.
Er ist seit Anfang der 1980er Jahre mit der Schauspielerin Victoria Abril zusammen, mit der er zwei Söhne hat.

## Filmografie (Auswahl)
- 1969: Pariser Leckereien (Paris top secret)
- 1973: L’an 01
- 1976: Kommissar Moulin (Commissaire Moulin, Fernsehserie)
- 1980: Le soleil en face
- 1985: Blanche und Marie (Blanche et Marie)
- 1987: Poule et frites
- 1989: Hiver 54, l’abbé Pierre
- 1990: Blutwind (Contra el viento)
- 1991: Tolle Zeiten … (Une époque formidable)
- 1992: Ein Tag und eine Nacht (Au pays des Juliets)
- 1993: Eins, zwei, drei, Sonne (Un deux trois soleil)
- 1994: Casque bleu
- 1995: Eine Frau für Zwei (Gazon maudit)
- 1996: Irren ist männlich
- 1997: La femme du cosmonaute
- 1998: Un grand cri d’amour
- 1999: Schöne Venus (Vénus Beauté (Institut))
- 2000: Une affaire de goût
- 2000: Die Studentin und der Präsident (Tontaine et Tonton, Fernsehfilm)
- 2001: Voyance et manigance
- 2001: Geschäftsfrau kontra Geschäftsmann (Demain et tous les jours après, Fernsehfilm)
- 2003: Die kleine Lili (La petite Lili)
- 2003: Die Bestechlichen 3 – Rückkehr eines Gauners (Ripoux 3)
- 2004: Suzie Berton (Fernsehfilm)
- 2004: Un petit jeu sans conséquence
- 2007: Roman de gare
- 2007: Ein Geheimnis (Un secret)
- 2009: Asche und Blut (Cendres et sang)
- 2010: Ces amours-là
- 2011: Voyez comme ils dansent
- 2012: Thérèse (Thérèse Desqueyoux)
- 2014: Süßes Gift (La douce empoisonneuse)
- 2017: Sigmaringen, Hauptstadt Frankreichs (Sigmaringen, la dernière refuge, Fernsehfilm)
- 2021: The American Connection